# Centrální stadion (Jekatěrinburg)
Centrální stadion (Центральный стадион) je víceúčelový stadion v Jekatěrinburgu (Rusko), kde hraje fotbalový tým FK Ural. Postavený byl v roce 1957 na místě starších sportovních zařízení. V roce 1959 se zde konalo Mistrovství světa v rychlobruslení, v letech 1958, 1962, 1964 a 1966 Mistrovství v rychlobruslení SSSR. V roce 2004 se stadion stal veřejnou společností s významným podílem města Jekatěrinburg.
Rozsáhlá oprava stadionu proběhla v letech 2006 až 2011. Další rekonstrukcí prošel následně v letech 2014 až 2017 v rámci přípravy na Mistrovství světa ve fotbale 2018. V rámci této rekonstrukce byly pro zvýšení kapacity tribuny za brankami dočasně vysunuty za původní obvod stadionu. Kapacita 35 000 míst k sezení měla být po mistrovství snížena na 23 000 míst. Během mistrovství se nazývá Jekatěrinburg Arena.